# Pregrađe
Pregrađe je naseljeno mjesto u gradu Ljubuškom, Federacija BiH, BiH.

## Zemljopisni položaj i značajke
Naselje je s istočne strane naslonjeno na grad Ljubuški, s kojim zajedno čini jednu katastarsku općinu površine 7 km2. Nekada je Pregrađe bilo veće površinom ali se danas smatra da ga gradska zaobilaznica (Ulica bana Josipa Jelačića) dijeli od Ljubuškog, što mu daje površinu od oko 3,5 km2. Glavni je dio naselja u ravničarskom dijelu prosječne nadmorske visine od 98 m, a brdski predio zahvaća južnu stranu. Dijeli se na Banju, Ćukovinu, Gaj, Grabovinu, Jabuku, Kamenicu, Sklade, Trnovac i Stranu. U Metkovskoj ulici razvila se industrijska zona, na čijem se rubu smjestilo gradsko Novo groblje.

## Stanovništvo

### Popisi 1971. – 1991.
| Pregrađe           |              |              |              |
| godina popisa      | 1991.        | 1981.        | 1971.        |
| Hrvati             | 623 (97,19%) | 514 (98,65%) | 513 (99,80%) |
| Muslimani          | 14 (2,18%)   | 3 (0,57%)    | 0            |
| Srbi               | 0            | 2 (0,38%)    | 0            |
| Jugoslaveni        | 1 (0,15%)    | 1 (0,19%)    | 0            |
| ostali i nepoznato | 3 (0,46%)    | 1 (0,19%)    | 1 (0,19%)    |
| ukupno             | 641          | 521          | 514          |

### Popis 2013.
| Pregrađe           |              |
| godina popisa      | 2013.        |
| Hrvati             | 853 (99,07%) |
| Srbi               | 1 (0,12%)    |
| Bošnjaci           | 0            |
| ostali i nepoznato | 7 (0,81%)    |
| ukupno             | 861          |

## Povijest
Pregrađe je bilo naseljeno u prapovijesno doba. Nekoliko prapovijesnih gomila nalazi se na području Banje i Trnovca. U antičko doba sjevernim dijelom Pregrađa (malo niže od današnje ceste Ljubuški-Čapljina) vodila je i rimska cesta od postaje Bigeste prema Studencima i dalje prema Čapljini. Na području Babovca, Zorbinovca, Podjurjevice i Filovače postojalo je jedno rimsko naselje. U blizini harema Zorbinovac 1930-ih su pronađena dva rimska natpisa. Dvije posvetne ploče koje su bile dio žrtvenoga oltara u čast cara Tiberija (Ara Augusta) podigli su rimski veterani u zahvalnost što im je kolonija Narona dodijelila zemlju u Ljubuškom. Na natpisima iz 1. st. prvi i jedini put spominje se PAGUS SCUNASTICUS, Skunastičko naselje, koje je vjerojatno dobilo ime po lokalnom plemenu Scunasti, a koje se prostiralo na području Pregrađa, Mostarskih Vrata i Ljubuškog. Natpisi glase: Divo Augusto et Ti(berio) Caesari Aug(usti) f(ilio) Aug(usto) sacrum veterani pagi Scunast(ici) quibus colon(ia) Naronit(ana) agros dedit. Obje ploče danas se nalaze u Arheološkom muzeju u Splitu. Na Filovači u litici se nalaze uklesana dva nadgrobna rimska natpisa iz 1. st. Prvi je dimenzija 124×68 cm, a na njemu se spominju braća Lucije Domicije Akvila i Lucije Domicije Akvilin, jedan veteran, drugi vojnik VII. legije. Drugi natpis teško je odgonetnuti zbog oštećenja tijekom vremena.